# Lycée Sacré-Cœur (N'Djaména)
Pour les articles homonymes, voir Lycée Sacré-Cœur.
Le Lycée Sacré-Cœur de N'Djaména est un Établissement  d'Enseignement scolaire Catholique au Tchad situé sur le Boulevard du Maréchal du Tchad Idriss Deby Itno ex Avenue Mobutu à N'Djaména, fondé le 8 décembre 1964 par la Congrégation des Religieuses du Sacré-Cœur (RSCJ).

## Histoire
Fondé le 8 décembre 1964 par la Congrégation des Religieuses du Sacré-Cœur (RSCJ), à la demande de Mgr Paul Dalmais, alors archevêque de Fort Lamy, devenue N'Djaména, l’établissement a débuté avec une classe de 6e accueillant une dizaine de jeunes filles. Au fil des années, il a évolué pour devenir, en 1987, un lycée mixte d’enseignement général, connu sous le nom de Lycée Collège Sacré-Cœur,.